# 福田幹大
福田 幹大（ふくだ かんだい、1981年9月19日 - ）は、日本の音楽プロデューサー・ディレクター。作詞家としての名義は福田 うまる。2022年現在、株式会社TENTiEのAMP事業部責任者として「MUSIC PLANET」を担当。また、女性声優アイドルユニット・泡沫のクロワジエールのディレクターを務める。
過去、ユニバーサルミュージックでももいろクローバー（現ももいろクローバーZ）、ぱすぽ☆（後のPASSPO☆）、吉川友、ドリーミュージックでDoll☆Elements、sendai☆syrup、ZYUN.、Trefle、EMERGENCY、デジモンアドベンチャーtri.シリーズなどを担当。通称「FKD」として知られる。
香川県高松市出身。法政大学国際文化学部卒業。血液型はB型。

## 来歴
秋葉原でフリーペーパーを制作。アイドルには興味はなかったが、アニメと小室哲哉が好きだったことから、知遇を得たスターダストプロモーションの宮井晶（元TRUE KiSS DiSC担当ディレクター）からの「中島愛ちゃんに会わせてやる」との一言でスターダストの仕事を始め、中島のバックで踊っていたももいろクローバー（ももクロ）の「ももいろパンチ」のリリースイベントから関わることになる。
25歳のときに本職だった会社を辞め、ももクロの楽曲制作にディレクターとして関わるようになる。2010年にももクロがメジャーデビューするにあたり、ユニバーサルミュージックにA&Rとして入社。入社で初めて実施したコンペで集まった楽曲の中から「行くぜっ!怪盗少女」、「走れ!」、「全力少女」（シングル『ミライボウル/Chai Maxx』収録）、「オレンジノート」（『バトル アンド ロマンス』収録）の4曲を選び、「オレンジノート」では作詞を担当している。
ももクロがキングレコードに移籍するにあたり、スターダストに戻るという選択肢もあったが、ユニバーサルミュージックに残り、ぱすぽ☆（後のPASSPO☆）、吉川友を担当。ぱすぽ☆のデビューシングル『少女飛行』はオリコン週間チャートで1位、翌週リリースされた吉川のデビューシングル『きっかけはYOU!』も9位を獲得する。
2012年、ドリーミュージック入社。sendai☆syrupの立ち上げ、Doll☆Elementsのデビューにも携わる。2015年からドリーミュージック内のアニメ関係のレーベルであるFEEL MEEに移籍Trefleのデビュー。EMERGENCYの担当を行う傍らデジモンアドベンチャーtri.の音源ディレクターを担当する。

## 略歴
- 1995年 香川大学教育学部附属高松小学校卒業
- 1998年 香川大学教育学部附属高松中学校卒業
- 2001年 香川県大手前高松高等学校卒業
- 2005年 法政大学国際文化学部卒業
- 2007年 インディーズ時代のももいろクローバー（現在、ももいろクローバーZ）を担当
- 2010年 ユニバーサルミュージック入社 ももいろクローバー、ぱすぽ☆（現在、PASSPO☆）、吉川友などを担当
- 2012年 ドリーミュージック入社 Doll☆Elements、sendai☆syrupなどを担当
- 2015年 FEEL MEEに移動、デジモンアドベンチャーtri. Trefle、EMERGENCYなどの声優ユニットを担当する

## 人物
- 通称の「FKD」は、ももいろクローバースタッフ時代、2ちゃんねるでAKB48支配人だった戸賀崎智信が「TGS」と呼ばれていたのに倣って呼ばれ始めたのが始まりで、やがてクレジットにも「FKD」と入るようになった[6]。
- アマチュアバンドでピアノ・キーボードを弾いており、のちにでんぱ組.incのメンバーとなる成瀬瑛美ともバンドを組んでいたことがある[7]。
- 自ら関わったももクロ最後のイベントで、早見あかりから「ぜってー売れてやる！」と言われたことを一生忘れないと語っている[8]。また、早見が卒業後にUstreamで配信されたインタビューを「ボロクソ言われてんなー」と思いながら観ていたという[9]。
- 好きなアニメ ラブライブ、ガンダムシリーズ全般、マクロスF
- 根っからのアニメ好き。地上波でOAされている新作アニメは１話切りするものも含めほぼ全部に目を通す。特にラブライブシリーズが好きでありネット番組などでは度々ラブライブ愛を語っておりライブはほぼ全通する聖地巡礼するなどかなりの熱を持っている
- 影響うけたアニメ ラブライブ。アイドルって面白くないなぁと一時期アイドル関連の仕事を全て断っていたもののラブライブを見て「やっぱりアイドル最高だ！」となりアイドル関連の仕事を再開させる
- ラブライブの東京ドームでの解散コンサートに行く為約２ヶ月前から関係各所に根回しをし、平日にもかかわらず2日ともフル参戦する。ライブ中仕事の電話が鳴る中、全て無視し後日担当アーティストからこっぴどく怒られる
- 愛犬家。❝うまる❞というチワワを飼っている
- EMERGENCYのラジオでは度々ネタとしていじられドリーミュージックを退社する際EMERGENCYの小野坂昌也ラジオ収録の直前で伝えたところラジオ番組内で退社することを暴露される、小林ゆうにステージで踊らされるなどの扱いを受けている
- Trefleのイベントにて鹿野優以から下戸であることを暴露されている
- ネット上のオーディション番組に登場した際には毒舌キャラとして扱われている

## 担当したアーティスト
- ももいろクローバー（現・ももいろクローバーZ）
- ぱすぽ☆（後のPASSPO☆）
- 吉川友
- Doll☆Elements
- sendai☆syrup
- ZYUN.
- Trefle
- デジモンアドベンチャーtri.シリーズ
- EMERGENCY

## プロデュース

### 映画
- ハイテンション☆プリーズ（2011年6月18日公開） - プロデューサー[10]

## 出演実績

### 書籍
- グループアイドル進化論 ～「アイドル戦国時代」がやってきた!～ (マイコミ新書、2011年) - ロングインタビュー掲載 ISBN 978-4839937713

### 雑誌
- 日経エンタテインメント!（日経BP社、2011年9月号） -  ロングインタビュー掲載

### テレビ
- GODENGINE（TOKYO MX） -  コメンテーターとして不定期出演
- スタードラフト会議（日本テレビ） - 審査員
- Music Birth+（2010年9月27日） - ゲスト[11]

### ラジオ
- EMERGENCY the RADIO（文化放送、2016年10月30日）[12]

### ウェブ
- Real Sound（2015年2月1日） - 4人の論客が予測する、2015年のアイドル楽曲[13]